# Epacris limbata
Epacris limbata är en ljungväxtart som beskrevs av K.J. Williams och F. Duncan. Epacris limbata ingår i släktet Epacris och familjen ljungväxter. Inga underarter finns listade i Catalogue of Life.